# Liptena obsoleta
Liptena obsoleta är en fjärilsart som beskrevs av Abel Dufrane 1953. Liptena obsoleta ingår i släktet Liptena och familjen juvelvingar. Inga underarter finns listade i Catalogue of Life.